# Kleine teunisbloem
De kleine teunisbloem (Oenothera parviflora) is een tweejarige, tot 1,5 m hoge plant uit de teunisbloemfamilie (Onagraceae). Het is een adventiefplant, afkomstig uit Noord-Amerika.
De kroonbladen zijn 1-2 cm lang. De bloem staat bij het begin van de bloei vaak scheef tot horizontaal. De kelkbladen zijn minder dan de helft van de kelkbuis.
De bladeren zijn meer dan vijf maal zo lang als breed.

## Ecologie
De plant groeit op open, droge, zandige kalkhoudende grond.

## Deventer
In Deventer kent men de kleine teunisbloem onder de naam pothoofdplant. Ze groeide namelijk veelvuldig op het Pothoofd, een kade te Deventer waar Amerikaans graan werd overgeslagen. Het is hét voorbeeld van een adventiefplant, vandaar dat de lokale bijnaam ook landelijk, maar minder bekend, synoniem werd voor adventiefplant.